# Megaplatypus
Megaplatypus är ett släkte av skalbaggar. Megaplatypus ingår i familjen vivlar.

## Dottertaxa tillMegaplatypus, i alfabetisk ordning[1]
- Megaplatypus artecarinatus
- Megaplatypus attentus
- Megaplatypus auricularis
- Megaplatypus auritus
- Megaplatypus batesi
- Megaplatypus bicornis
- Megaplatypus bidens
- Megaplatypus binodulus
- Megaplatypus brevicaudatus
- Megaplatypus caravanis
- Megaplatypus carinifer
- Megaplatypus chiriquensis
- Megaplatypus conciliatus
- Megaplatypus consequens
- Megaplatypus contractus
- Megaplatypus costipennis
- Megaplatypus curvidens
- Megaplatypus darlingtoni
- Megaplatypus dentatus
- Megaplatypus desultor
- Megaplatypus deyrollei
- Megaplatypus diductus
- Megaplatypus discicollis
- Megaplatypus discoidalis
- Megaplatypus distinguendis
- Megaplatypus dolabratus
- Megaplatypus dolobratus
- Megaplatypus durus
- Megaplatypus egregius
- Megaplatypus egreguis
- Megaplatypus elongatus
- Megaplatypus equadorensis
- Megaplatypus exaratus
- Megaplatypus exitialis
- Megaplatypus exitiosus
- Megaplatypus flexiosus
- Megaplatypus fossulatus
- Megaplatypus fragrosus
- Megaplatypus fuscus
- Megaplatypus godmani
- Megaplatypus granarius
- Megaplatypus gregalis
- Megaplatypus holdhausi
- Megaplatypus ignotus
- Megaplatypus imporcatus
- Megaplatypus insidiosus
- Megaplatypus insignatus
- Megaplatypus inviolatus
- Megaplatypus irregularis
- Megaplatypus irrepertus
- Megaplatypus irruptus
- Megaplatypus jelskii
- Megaplatypus konincki
- Megaplatypus lafertei
- Megaplatypus latreillei
- Megaplatypus limbatus
- Megaplatypus liraticus
- Megaplatypus liratus
- Megaplatypus luridus
- Megaplatypus malignus
- Megaplatypus marginatus
- Megaplatypus mutatus
- Megaplatypus navarrodeandradei
- Megaplatypus neglectus
- Megaplatypus nitidicollis
- Megaplatypus nudatus
- Megaplatypus obliteratus
- Megaplatypus occipitalis
- Megaplatypus olivieri
- Megaplatypus perbinodulus
- Megaplatypus permarginatus
- Megaplatypus permodestus
- Megaplatypus peruanus
- Megaplatypus porrectus
- Megaplatypus pseudodignatus
- Megaplatypus pseudoplicatus
- Megaplatypus quaesitus
- Megaplatypus quinquecostatus
- Megaplatypus ramali
- Megaplatypus raucus
- Megaplatypus reichei
- Megaplatypus robustus
- Megaplatypus salvini
- Megaplatypus schmidt
- Megaplatypus schmidti
- Megaplatypus sexcostatus
- Megaplatypus sobrinus
- Megaplatypus suavifer
- Megaplatypus suboblitaratus
- Megaplatypus subsulcatus
- Megaplatypus tiriosensis
- Megaplatypus tuberculatus
- Megaplatypus umbonatus
- Megaplatypus ursinus
- Megaplatypus ursus